# Jamaica, Land We Love
Jamaica, Land We Love je državna himna Jamajke.

## Besedilo
Eternal Father bless our land,

Guard us with Thy Mighty Hand,

Keep us free from evil powers,

Be our light through countless hours.

To our Leaders, Great Defender,

Grant true wisdom from above.

Justice, Truth be ours forever,

Jamaica, Land we love.

Jamaica, Jamaica, Jamaica land we love.

Teach us true respect for all,

Stir response to duty's call,

Strengthen us the weak to cherish,

Give us vision lest we perish.

Knowledge send us Heavenly Father,

Grant true wisdom from above.

Justice, Truth be ours forever,

Jamaica, Land we love.

Jamaica, Jamaica, Jamaica land we love.